# Toró T. Tibor
Toró T. Tibor (Temesvár, 1957. szeptember 11. –) romániai magyar politikus, az Erdélyi Magyar Néppárt (EMNP) alapító elnöke, jelenleg[mikor?] az Erdélyi Magyar Szövetség (EMSZ) alelnöke.

## Életpályája

### Tanulmányok
Középiskolai tanulmányait befejezően 1976-ban érettségizett a temesvári Bartók Béla Elméleti Líceumban. 1977-től a Temesvári Tudományegyetem Természettudományi Karának fizika tanszékének hallgatója volt, 1981-ben államvizsgázott. 1981-1982 között kutatófizikusi mesterképzőt végzett ugyanitt. 1987-ben sugárvédelmi fizikusi szakképesítést kapott a Bukaresti Egyetem Fizika Karán. 2002-ben biztonságpolitikai szakértői képesítést szerzett a bukaresti Honvédelmi Kollégium keretében.

### Munkahelyek
1981 és 1986 között a temesvári Bartók Béla Elméleti Líceum fizika szakos tanára. 1986 és 2000 között kutatófizikus a Temesvári Közegészségügyi Kutatóintézet Sugárvédelmi Osztályán, majd 2000-2008 között két ciklusban parlamenti képviselő Bukarestben. 2008-tól Tőkés László EP-képviselő politikai főtanácsadója. 2009 és 2012 között az Erdélyi Magyar Nemzeti Tanács ügyvezető elnöke. 2012 és 2022 között az erdélyi magyarok egyszerűsített honosítását segítő Demokrácia Központ iroda-hálózatának egyik vezetője.

## Tevékenysége

### Politikai tevékenysége
- 1990-1993: a Magyar Ifjúsági Szervezetek Szövetsége (MISZSZ) vezetőjeként az Romániai Magyar Demokrata Szövetség (RMDSZ) Országos Elnökségének tagja
- 1993-2003: az RMDSZ vezetésének belső ellenzékeként működő Reform Tömörülés platform alapítója és elnöke
- 1996-2001: az RMDSZ Temes megyei szervezetének elnöke
- 2000-2008: Temes megye magyar parlamenti képviselője, Románia képviselőháza védelmi, közrendi és nemzetbiztonsági szakbizottságának tagja
- 2003-ban az RMDSZ-ből kiváló Reform Tömörülésből alakult Reform Mozgalom vezetőségének tagja.
- 2003-2012: a Tőkés László által alapított Erdélyi Magyar Nemzeti Tanács (EMNT) nevű civil-politikai mozgalom Kezdeményező Testületének vezetője, majd a Tanács alelnöke és ügyvezető elnöke
- 2002-2003: Románia Alkotmányát módosító folyamat során a nemzeti közösségek különböző autonómia-formákhoz való jogáról és ennek alkotmányos garanciáiról szóló módosító csomag kidolgozója és témagazdája Románia parlamentjében
- 2004: a Székelyföld területi autonómiájának statútumáról szóló törvény, a nemzeti kisebbségek személyi elvű autonómiájáról szóló kerettörvény, valamint az erdélyi magyar nemzeti közösség személyi elvű autonómiájának statútumáról szóló törvény tervezeteinek egyik kidolgozója és témagazdája Románia parlamentjében
- 2004: a nemzeti közösségek parlamenti képviselete esetében az etnikai arányosság elvének érvényesítéséről szóló törvénymódosító csomag kidolgozója és témagazdája Románia Parlamentjében
- 2005: a kulturális autonómia közjogi keretét szabályozó módosító-csomag kidolgozója és képviselője a nemzeti kisebbségek jogállásáról szóló törvény-tervezet parlamenti tárgyalása során
- 2010-től a Kárpát-medencei Magyar Képviselők Fórumának (KMKF) tiszteletbeli tagja
- 2010 és 2012 között az EMNT képviselője a Magyar Állandó Értekezlet (MÁÉRT) kül- és nemzetpolitikai szakbizottságában és plenáris testületében
- 2011 januárjától az Erdélyi Magyar Néppárt (EMNP) kezdeményező testületének vezetője, majd annak jogi bejegyzése (2011. szeptember 15.) után a párt alakuló Országos Küldöttgyűléséig (2012. február 25.) megbízott elnöke
- 2012 és 2015 között az EMNP országos elnöke, a KMKF és a MÁÉRT tagja
- A 2012-es romániai parlamenti választásokon a Kovászna megyei 1. számú szenátori körzetben indult. 7377 szavazattal (19,6%) második lett és pártlistán sem nyert mandátumot.[1]
- A 2014-es romániai elnökválasztás első fordulóját követően bejelentette, hogy beadja lemondását az Erdélyi Magyar Néppárt elnöki tisztségéről az alacsony választási eredmények miatt.[2]
- 2015 és 2022 között az EMNP országos alelnöke, a párt Országos Stratégiai Bizottságának elnöke
- 2022-tól az EMNP és az MPP egyesüléséből létrejött Erdélyi Magyar Szövetség (EMSZ) országos alelnöke

### Tevékenysége a civil szférában
- 1990-1995 a Temesvári Magyar Ifjúsági Szervezet (TEMISZ) alapító elnöke
- 1990-1993 a Magyar Ifjúsági Szervezetek Szövetsége (MISZSZ) alapító elnöke
- 1990 a Bálványosi Folyamat egyik elindítója, a Bálványosi Nyári Szabadegyetem egyik alapítója, jelenleg a Szabadegyetem Szenátusának társelnöke
- 1991-től a temesvári Szórvány Alapítvány egyik alapítója és kuratóriumának tagja
- 1994-től az újrainduló temesvári Magyar Ház nonprofit részvénytársaság egyik alapító tagja
- 1995-től a Magyar Kisebbség nemzetpolitikai szemle új folyamának szerkesztője
- 1995-től a kolozsvári politika-történeti dokumentációs központot működtető Jakabffy Elemér Alapítvány egyik alapítója, kuratóriumának titkára
- 1995-2000 a Magyarok Világszövetsége Erdélyi Társasága (VET) alelnöke
- 2000-től a temesvári Integratio Alapítvány alapító elnöke
- 2012-től a Bálványos Intézet alapítója, igazgató tanácsának elnöke

### Családja
Toró Tibor romániai magyar fizikus fia.
Nős, két felnőtt gyerek édesapja.

### Fontosabb tanulmányok, szakmai írások
- Törésvonalak az erdélyi magyar politikában
- Ifjúsági önszerveződés Erdélyben 1989 decembere után (Reflection, a Zürichi Liberális Intézet német nyelvű periodikája, 1991)
- Szempontok az erdélyi magyarság regisztrációjához (Hitel – Erdélyi Szemle 6/1994)
- Egység és sokszínűség, avagy a sokszínűség egysége (Sokszemközt, Erdélyi Könyv Egylet, Stockholm, 1995)
- Eredeti demokrácia vagy liberalizált diktatúra, a politikai rendszer néhány sajátossága a posztkommunista Romániában (Magyar Kisebbség 2/1995)
- Az RMDSZ kormányzati szerepvállalása – zsákutca vagy kiút egy hatékonyabb politikai érdekképviselet felé (Magyar Kisebbség 1/1998), illetve a vitaindító újraszerkesztett és aktualizált változata az Útközben – pillanatképek az erdélyi magyar politika reformáról című gyűjteményes kötetben is megjelent (Pro-print, Csíkszereda, 1999)
- Az önkormányzati képviselők rekrutációja (a Civitas Alapítvány MOST programja keretén belül elkészült tanulmány, 1999)
- Közösségi érdekképviseletünk reformja („Amire felesküdtünk isten és ember előtt” – a Kolozsvári Nyilatkozat 10. évfordulójára készült gyűjteményes kötetben, Reform Alapítvány, 2002)
- A Székelyföld autonómia statútuma tervezetének módosulása a Parlamenthez való benyújtása előtt (Magyar Kisebbség, 1-2/2004)
- Tájkép, csata előtt, tárgyalás után (Krónika – Szempont, 2007. szeptember 24.)
- 2008 – a rendszerváltás vagy a restauráció éve? EP-választás utáni pillanatkép (Krónika-Szempont, 2008. január 25.)
- Romániai magyar tanulságok és jövőképek – vitaindító a magyar összefogás esélyeiről (társszerző ifj. Toró Tibor, Magyar Kisebbség, 1-2/2011)
- "Két pogány közt egy hazáért". "Kuruc" és "labanc" szemlélet az erdélyi magyar politikai érdekképviseletben a '89-es rendszerváltozás után; Méry Ratio–Kisebbségekért – Pro Minoritate Alapítvány, Šamorín–Budapest, 2014 (Pro minoritate könyvek)